# Весна Змиянац
Весна Змиянац (на сръбски: Весна Змијанац) е сръбска фолк певица от Черна гора.
Родена е в Никшич, СР Черна гора, Югославия. Тя е сред най-известните и доказали се сръбски звезди. Измежду най-големите ѝ хитове е песента „Сто живота“. Светлана Цеца Ражнатович я обявява за „Кралицата на фолка“.

## Биография
Весна е родена в Никшич – Стара Херцеговина. Баща ѝ Душан е от Сисак, а майка ѝ – от Кралево.
Родителите ѝ рано се развеждат, и тя от годинка е отгледана и възпитавана от майчината си баба в Ковачите близо до Кралево. Завършва училище в близката Рибница със специалност машинопис. Живее известно време с майка си във Виена.
Кариерата ѝ на певица започва по ресторантите по т.нар. Ибърска магистрала. Има дъщеря Николия и членува в партията Нова Сърбия.

Весна Змиянац изнася концерти и в България, изпълнявайки и чисто български народни песни като „Йовано, Йованке“. 

## Дискография

### Студийни албуми
- Ljubi me, ljubi, lepoto moja (1982)
- Šta će meni šminka/Koga volim, ja ga volim (1983)
- Ti mali (1983)
- Zar bi me lako drugome dao (1985)
- Dođi što pre (1986)
- Jedan si ti (1987)
- Istina (1988)
- Svatovi (1990)
- Ako me umiriš sad (1992)
- Idem preko zemlje Srbije (1994)
- Malo po malo (1995)
- Posle svega, dobro sam (1997)
- Šta ostane kad padnu haljine (2003)
- Sokole (2011)

### Сингли
- Ostavljena žena (1979)
- Ti nisi čovek koji zna da voli/Hvala ti za sve (1979)
- Vetar duva oko kuće/Ko nam se u ljubav meša (1981)

### Компилации
- Najveći hitovi (1989)
- Vesna Zmijanac (1990)
- Sve Vesnine tuge i radosti (1997)
- The best of (2000)

- Други песни

1. Uveli mi rumeni obrazi (1981)
2. Poznati me nikad neće (1983)
3. Sarajevske cure (2008)

## Филмография

### Филми
- Сок од шљива (1981)
- Камионџије 2 (1983) (тв сериал)
- Камионџије опет возе (1984)
- Новогодишнjа прица (1994) (тв филм)

### ТВ предавания
- Show Vesne Zmijanac (1987)
- Istina Show Vesne Zmijanac (1989)